# Revolta de Maio
A Revolta de Maio  (em armênio/arménio:  Մայիսյան ապստամբություն Mayisyan apstambutyun) foi uma tentativa de golpe de Estado pelos bolcheviques armênios que começou em Alexandropol (atual Gyumri) em 10 de maio de 1920. Foi finalmente suprimida pelo governo armênio em 14 de maio e seus líderes foram executados.
Embora a revolta fracassasse, a Armênia foi sovietizada após o Exército Vermelho invadir o país em novembro de 1920 e os turcos ocuparem a metade ocidental da Armênia. A revolta e seus líderes executados foram elogiados durante o período soviético de 1920 até o final de 1980, quando o Movimento Carabaque começou e o sentimento antissoviético surgiu na Armênia. A revolta continua a ser um tema controverso na Armênia.

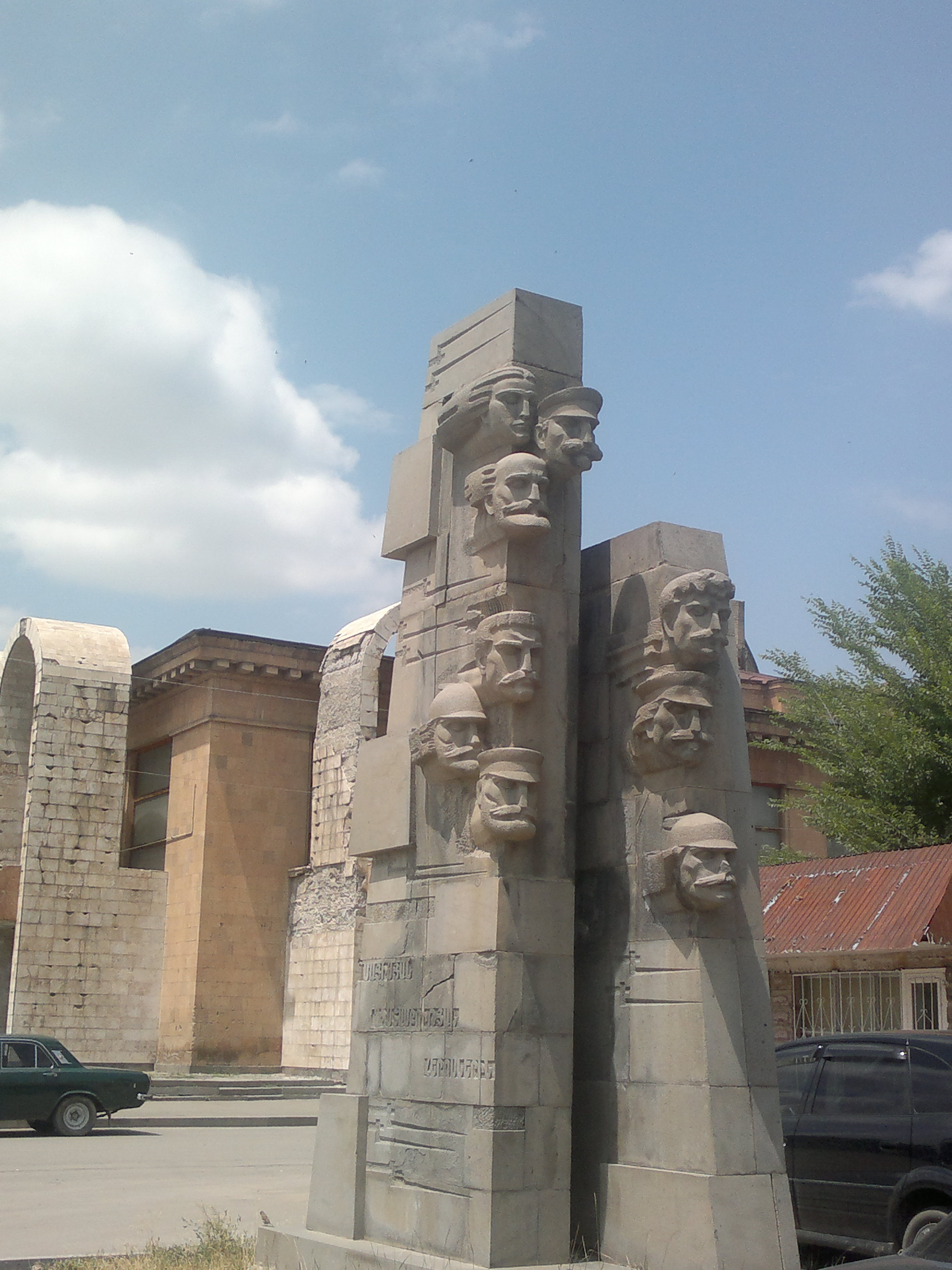

## Antecedentes
Desde a criação da República Democrática da Armênia em 1918, os partidos políticos e diferentes facções, em sua maior parte, evitaram conflitos internos ou rebeliões contra o partido dominante Dashnak já que o país estava em profunda crise econômica e demográfica e esteve em algum momento de sua existência de dois anos em guerra com três de seus quatro vizinhos (Turquia, Azerbaijão e Geórgia). Esta situação mudou depois do avanço dos bolcheviques na região do Cáucaso, no início de 1920. O Partido Comunista da Armênia, operando secretamente, foi fundado em janeiro de 1920 para lutar contra o "vilipêndio das Potências Aliadas e seus 'colaboradores' do Dashnakist."

## A revolta
Encorajados pela invasão do Exército Vermelho ao Azerbaijão no final de abril de 1920, os bolcheviques da Armênia se rebelaram em maio. Os acontecimentos que precederam a revolta começaram em 1 de maio de 1920, Dia Internacional dos Trabalhadores, com os bolcheviques protestando contra o governo da Armênia na capital Yerevan e outras cidades.
A revolta escalou depois que um comboio blindado chamado "Vardan zoravar" sob o comando de Sargis Musayelyan se juntou aos rebeldes bolcheviques que haviam formado um comitê revolucionário (Revkom) e proclamado um estado soviético armênio em Alexandopol em 10 de maio.  Os rebeldes bolcheviques tomaram com sucesso Alexandropol, Carse e Sarecamixe.
Em 5 de maio de 1920, o governo (do gabinete) de Alexander Khatisian renunciou e um novo foi constituído sob a liderança de Hamo Ohanjanyan. Este, estava inteiramente composto por membros do partido Dashnak. O parlamento entregou seus direitos ao governo uma vez que a Armênia estava sob estado de emergência. Sebouh Nersesian foi nomeado comandante para reprimir a revolta. Em 13 de maio, sua unidade atingiu Alexandropol e no dia seguinte os rebeldes deixaram a cidade e as forças do governo entraram na cidade e a ordem estabelecida. 

## Consequências
Os líderes da revolta, incluindo Sargis Musayelyan e Ghukas Ghukasyan , foram executados por decisões judiciais. O Partido Comunista da Armênia foi proibido. A situação interna da Armênia ficou gravemente ferida e apenas seis meses após a revolta, o Exército Vermelho invadiu a Armênia.

## Legado

### Período soviético
A revolta foi elogiada na Armênia soviética, apresentada como uma "luta heroica".  Vários livros foram escritos sobre ela.
Numerosos assentamentos na Armênia soviética receberam o nome dos notáveis participantes bolcheviques da revolta, incluindo Gandzak (anteriormente denominada Batikian conforme Batik Batikian), Sarukhan (conforme Hovhannes Sarukhanian), Nahapetavan (conforme Nahapet Kurghinian), Gharibjanyan (conforme Bagrat Gharibjanyan),  Musayelian (conforme Sargis Musayelian),  Mayisyan (conforme a própria "revolta de maio"),  Ashotsk (anteriormente denominada Ghukasyan conforme Ghukas Ghukasyan). 
Uma estátua de Ghukas Ghukasyan foi erigida em 1935. Esta, ficava no parque perto da Universidade Agrária no centro de Yerevan. A estátua foi destruída em 1990, durante o auge da contenda antissoviética na Armênia.  Em 2009, a estátua do proeminente cientista armênio Viktor Ambartsumian foi colocada em seu lugar. 
A praça central da segunda maior cidade da Armênia, Gyumri (chamada Leninakan durante o período soviético), foi nomeada após a revolta. Atualmente é chamada de Praça Vardanants. 

### Armênia Independente
A revolta continua sendo uma tema um tanto controverso mesmo na Armênia pós-soviética. De acordo com um estudo dos livros didáticos escolares armênios "o tom da explicação permanece relativamente contido e neutro, uma certa interpretação dos eventos não é imposta aos alunos". O uso do termo "revolta" nestes livros, no entanto, ao contrário de "rebelião" - como acontece com casos contemporâneos de distúrbios muçulmanos - revela uma ligeira simpatia para com os bolcheviques.
Durante uma manifestação contra o governo em 2010, o primeiro presidente da Armênia e líder da oposição Levon Ter-Petrosyan declarou:
| “ | Alguns dos líderes da Dashnak retrospectivamente confessaram que se tivessem entregado o poder aos bolcheviques em maio de 1920, a Armênia não teria perdido as regiões de Carse, Ardacane, Surmalu e Naquichevão, e, nesse caso, a solução da questão de Carabaque poderia ter sido também diferente. No entanto, ao invés de fazer isso, eles impiedosamente massacraram os líderes da Revolta de Maio e lançaram centenas de participante nas prisões, insensatamente provocando ira e hostilidade da Rússia, colocando as coisas moderadamente, e impondo um preço amargo para nossa pátria. | ” |